# Anadia, Alagoas
Anadia este un oraș în unitatea federativă Alagoas (AL) din Brazilia.